# Robert Hajšel
Robert Hajšel (ur. 28 marca 1967 w Bańskiej Szczawnicy) – słowacki dziennikarz i urzędnik, poseł do Parlamentu Europejskiego IX kadencji.

## Życiorys
Z zawodu dziennikarz, studiował w Moskwie. Od pierwszej połowy lat 90. był brukselskim korespondentem pracującym dla agencji prasowej TASR i następnie dla publicznego radia Slovenský rozhlas. W 2005 objął stanowisko dyrektora biura informacyjnego Europarlamentu na Słowacji.
W 2019 został kandydatem partii SMER w wyborach europejskich. W wyniku głosowania z maja tegoż roku uzyskał mandat eurodeputowanego IX kadencji.